# Apalachin
Apalachin és una concentració de població designada pel cens dels Estats Units a l'estat de Nova York. Segons el cens del 2000 tenia 1.126 habitants.

## Demografia
Segons el cens del 2000, Apalachin tenia 1.126 habitants, 442 habitatges, i 307 famílies. La densitat de població era de 293,8 habitants/km².
Dels 442 habitatges en un 33,9% hi vivien nens de menys de 18 anys, en un 51,6% hi vivien parelles casades, en un 13,6% dones solteres, i en un 30,5% no eren unitats familiars. En el 24,2% dels habitatges hi vivien persones soles el 7,7% de les quals corresponia a persones de 65 anys o més que vivien soles. El nombre mitjà de persones vivint en cada habitatge era de 2,53 i el nombre mitjà de persones que vivien en cada família era de 3,03.
Per edats la població es repartia de la següent manera: un 26,6% tenia menys de 18 anys, un 9,2% entre 18 i 24, un 31,1% entre 25 i 44, un 22,1% de 45 a 60 i un 11% 65 anys o més.
L'edat mediana era de 37 anys. Per cada 100 dones de 18 o més anys hi havia 96,4 homes.
La renda mediana per habitatge era de 38.636 $ i la renda mediana per família de 42.647 $. Els homes tenien una renda mediana de 21.902 $ mentre que les dones 25.357 $. La renda per capita de la població era de 14.927 $. Entorn del 9,5% de les famílies i l'11,2% de la població estaven per davall del llindar de pobresa.